# 1537
| [ Edytuj tabelę ]              | |
| Król Polski                    | - 1507 Zygmunt I Stary 1548 - 1530 Zygmunt II August 1572 |
| Współksiążęta Andory           | - 1534 Francisco de Urríes 1551 - 1517 Henryk II 1555 |
| Król Anglii                    | - 1509 Henryk VIII 1547 |
| Władca Azteków                 | - 1536 Diego Huanitzin 1541 |
| Elektor Brandenburgii          | - 1535 Joachim II Hektor 1571 |
| Książę Bawarii                 | - 1508 Wilhelm IV 1550 - 1516 Ludwik X 1545 |
| Sułtan Brunei                  | - 1521 Abdul Kahar 1575 |
| Cesarz Chin                    | - 1521 Jiajing 1566 |
| Król Czech                     | - 1526 Ferdynand I Habsburg 1564 |
| Król Danii                     | - 1534 Chrystian III 1559 |
| Dalajlama                      | - 1475 Gendun Gjaco 1541 |
| Cesarz Etiopii                 | - 1508 Lybne Dyngyl 1540 |
| Król Francji                   | - 1515 Franciszek I 1547 |
| Król Hiszpanii                 | - 1516 Karol I 1556 |
| Hrabia Holandii                | - 1515 Karol I Habsburg 1555 |
| Szach Iranu                    | - 1524 Tahmasp I 1576 |
| Państwo Wielkich Mogołów       | - 1530 Humajun 1540 |
| Władca Inków                   | - 1533 Manco Inca 1545 |
| Lord Irlandii                  | - 1509 Henryk VIII Tudor 1542 |
| Cesarz Japonii                 | - 1526 Go-Nara 1557 |
| Kalif                          | - 1520 Sulejman I 1566 |
| Patriarcha Konstantynopola     | - 1522 Jeremiasz I 1545 |
| Władca Korei                   | - 1506 Chungjong 1544 |
| Wielki książę litewski         | - 1506 Zygmunt I Stary 1548 - 1530 Zygmunt August 1569 |
| Sułtan Maroka                  | - 1524 Abu al-Abbas Ahmad 1545 |
| Senior Monako                  | - 1532 Honoriusz I 1581 |
| Wielki książę moskiewski       | - 1533 Iwan IV Groźny 1547 |
| Król Nawarry                   | - 1516 Henryk II 1555 |
| Król Norwegii                  | - 1534 Chrystian III 1559 |
| Sułtan Omanu                   | - 1529 Bakarat ibn Muhammad 1560 |
| Elektor Palatynatu             | - 1508 Ludwik V 1544 |
| Papież                         | - 1534 Paweł III 1549 |
| Król Portugalii                | - 1521 Jan III 1557 |
| Książę w Prusach               | - 1525 Albrecht 1568 |
| Cesarz Rzymski (niemiecki)     | - 1519 Karol V Habsburg 1558 |
| Kapitanowie Regenci San Marino | - 1536 Bartolo di Simone Belluzzi Pier Leone di Fabrizio Corbelli 1537 - 1537 Girolamo di Evangelista Belluzzi Girolamo di Francesco Giannini 1537 - 1537 Giuliano di Marino Righi Giacomo di Antonio Giannini 1538 |
| Elektor Saksonii               | - 1532 Jan Fryderyk I 1547 |
| Król Szkocji                   | - 1513 Jakub V 1542 |
| Król Szwecji                   | - 1521 Gustaw I Waza 1560 |
| Król Tajlandii                 | - 1534 Chaiya Racha Thirat 1546 |
| Sułtan Turków                  | - 1520 Sulejman Wspaniały 1566 |
| Doża Wenecji                   | - 1523 Andrea Gritti 1538 |
| Król Węgier                    | - 1526 Ferdynand I 1564 - 1526 Jan Zápolya 1540 |

Rok 1537 / MDXXXVII
stulecia: XV wiek ~
XVI wiek ~
XVII wiek

lata: 1527 «
1532 «
1533 «
1534 «
1535 «
1536 «
1537
» 1538
» 1539
» 1540
» 1541
» 1542
» 1547

## Wydarzenia w Polsce
- 2 lutego – w Krakowie zakończył obrady sejm[1].
- Zakończyła się wojna polsko-moskiewska.
- Rokosz lwowski, zwany wojną kokoszą.

## Wydarzenia na świecie
- 6 stycznia – został zamordowany Aleksander Medyceusz.
- 18 lutego – w Moskwie podpisany został traktat pokojowy kończący wojnę litewsko-moskiewską.
- 2 czerwca – papież Paweł III w bulli Sublimis Deus uznał Indian za byty racjonalne, wolne i jako takie zdolne do przyjęcia chrześcijaństwa; jednocześnie potępił niewolnictwo jakiegokolwiek człowieka, niezależnie od wyznawanej przez niego wiary.
- 15 sierpnia – zostało założone Asunción, stolica Paragwaju.

## Urodzili się
- 27 maja – Ludwik IV (landgraf Hesji), landgraf Hesji-Marburg (zm. 1604)
- 12 października – Edward VI, król Anglii (zm. 1553)
- 20 grudnia – Jan III Waza, król Szwecji, ojciec Zygmunta III Wazy (zm. 1592)

- Wojciech Oczko, doktor medycyny i filozofii, nadworny lekarz królewski (zm. 1599)
- Humphrey Gilbert, angielski żeglarz (zm. 1583)
- Ryszard Gwyn, walijski męczennik, święty katolicki (zm. 1584)
- Germain Pilon, francuski rzeźbiarz manierystyczny (zm. 1590)

## Zmarli
- 6 stycznia – Aleksander Medyceusz, książę Florencji (ur. 1510)
- 8 lutego – Hieronim Emiliani, włoski zakonnik, założyciel Stowarzyszenia Sług Ubogich, święty katolicki (ur. 1486)
- 10 maja – Andrzej Krzycki, prymas Polski (ur. 1482)
- 7 lipca – Magdalena de Valois, księżniczka francuska i królowa Szkocji jako żona Jakuba V (ur. 1520)
- 24 października – Jane Seymour, królowa angielska, trzecia żona Henryka VIII (ur. ok. 1509)

- data dzienna nieznana:
- Bartolommeo Berrecci, włoski architekt i rzeźbiarz okresu Renesansu (ur. ok. 1480)